# ولگردها (مانگا)
ولگردها (به ژاپنی: ドリフターズ Dorifutazu) یک مجموعه مانگا ژاپنی به سبک خیال‌پردازی، تاریخ جایگزین است که توسط کوئوتا هیرانو نوشته و ترسیم شده‌است. این مجموعه توسط انتشارات شونن گاهوشا از ۳۰ آوریل ۲۰۰۹، در مجله یانگ کینگ آورز در حال چاپ است. یک مجموعه تلویزیونی انیمه ۱۲ قسمتی نیز توسط استودیو هودز انترتینمنت بر پایه نسخه مانگا دستمایه اقتباس قرار گرفت که از ۷ اکتبر تا ۲۳ دسامبر سال ۲۰۱۶ در شبکه توکیو ام‌ایکس پخش شد.